# José Pinós i Comes

## José Pinós i Comes
José Pinós i Comes (Pintor José Pinós) (15 de enero de 1867-24 de diciembre de 1916) fue un pintor modernista catalán. 

### Barcelona y Olot

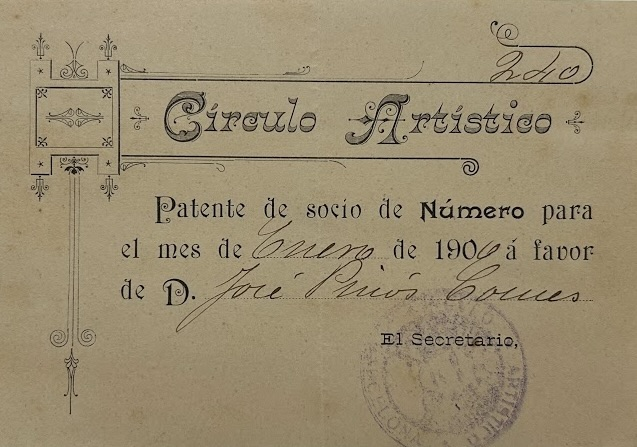

José Pinós i Comes nació en Barcelona, hijo de Antonio Pinós y Victoria Comes. Estudió ingeniería en Escuela Técnica Superior de Ingeniería Industrial de Barcelona. Estuvo relacionado con Joaquim Vayreda (fundador de la Escuela de Olot) debido a que veraneaba en Olot, donde tenía una finca, y convirtiéndose en alumno de Vayreda por ser pariente y amigo del escultor Josep Llimona.  En 1894 se hizo miembro del Cercle Artistic de Sant Lluc, aunque su nombre no figura entre los miembros fundadores,  participó en la primera exposición del Círculo celebrada en la Sala Parés de ese mismo año.  Al siguiente año obtuvo un premio en la 2ª Exposición del Cercle Artistic de Sant Lluc. Independientemente de la pintura al óleo o al pastel, abordó y mostró sus habilidades en otro tipo de géneros, como retratos, bodegones y pinturas de interiores. Según el Diccionario biográfico del artista catalán  Josep Francesc Ràfols, desarrolló el retrato. Parece que vivió en París una temporada, aunque no hizo ninguna exposición de su obra como otros artistas modernistas catalanes de la misma época. Pasó la mayor parte de su vida en Barcelona y sus alrededores. 
Aunque la mayoría de su obras estaban a la venta en las exposiciones realizadas, según su familia, prefería regalar sus pinturas a familiares y amigos en lugar de venderlas.  En el Diccionario biográfico del artista catalán  Josep Francesc Ràfols, aparecen muchas informaciones de las exposiciones colectivas que José Pinós participó en la época.
- 1891  primera Exposición General de Bellas Artes  (Palacio de Bellas Artes de Barcelona) - Estudio (Pastel)100x70cm.
- 1891 Nueva exposición extraordinaria de Bellas Artes (Sala Parés, Barcelona)
- 1893 (15 de mayo) Manifestación artística Ateneo Barcelonés - Una modelo (Pastel)
- 1893 (30 de noviembre) Primera exposición de Cercle Artistic de Sant Lluc (Galería Sala Parés, Barcelona)
- 1894 Segunda Exposición General de Bellas Artes  (Palacio de Bellas Artes de Barcelona) - Busto capricho (Pastel),  Estudio(Óleo)
- 1894 II exposición de Bellas Artes del Cercle Artistic de Sant Lluc en la Sala Parés, Barcelona.
- 1895 (enero)  XII exposición Extraordinaría de Bellas Artes (Sala Parés, Barcelona) - Una Grisette, Modestia, Sueño(Óleo), Morenita
- 1896 (23 de Abril) Tercera Exposición de Bellas Artes e Indústrias Artísticas (Palacio de Bellas Artes de Barcelona) - Retrato (Óleo), Salida de teatro (Pastel), Estudio (Pastel)
- 1897 (enero)  XIV Exposición Extraordinaria de Bellas Artes (Sala Parés, Barcelona) - Chulapa
- 1898 Cuarta Exposición de Bellas Artes e Indústrias Artísticas (Palacio de Bellas Artes de Barcelona) - Narella - Capri, (Óleo)
- 1898 (enero)  XV Exposición Extraordinaría de Bellas Artes (Sala Parés, Barcelona) - Pastorcilla(Pastel), Busto(Pastel)
- 1900 Exposición regional olotina de Belles Arts e Industries Artistiques (Olot) Estudio, Casa madevall(Olot), Otoño
- 1900 XVII Exposición Extraordinaria de Bellas Artes (Sala Parés, Barcelona)

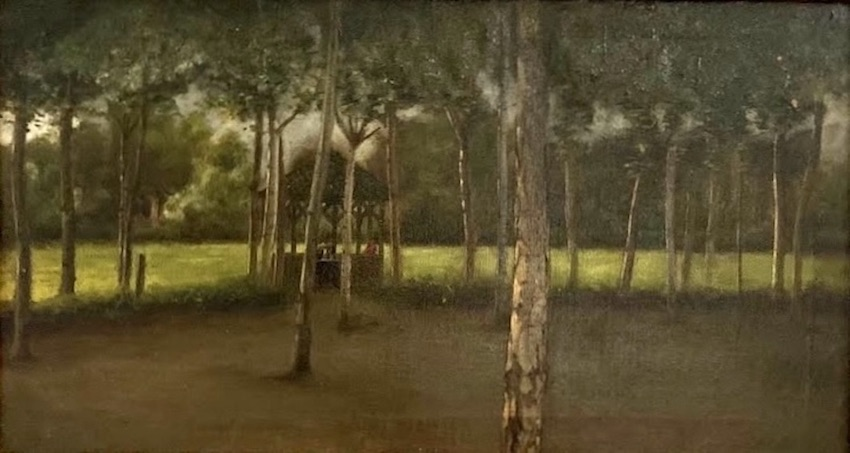
Óleo
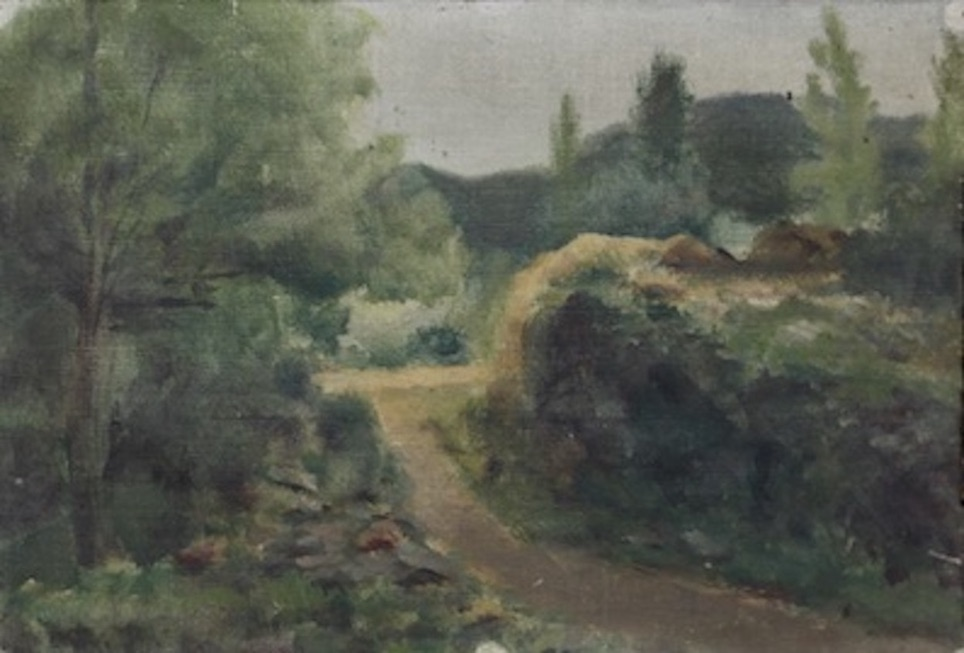
Óleo
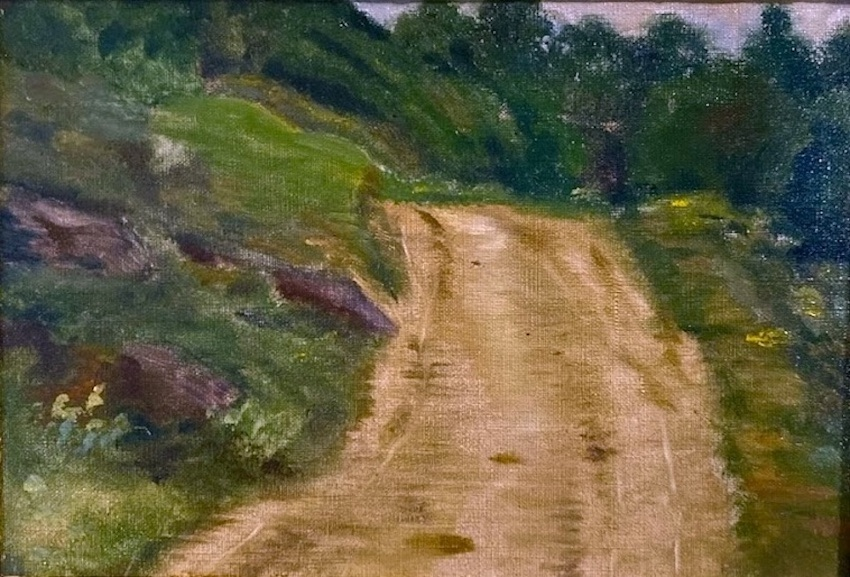
Óleo
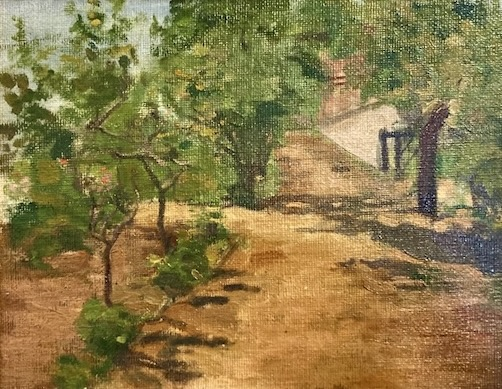
Óleo
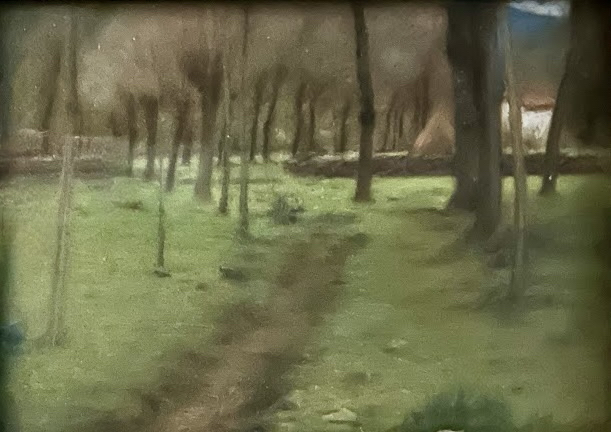
Pastel

En ese momento, numerosas menciones a su obra se hicieron en diversas revistas artísticas como en “La Ilustración artística” “Hispania y “Pel i ploma”
Muchas de sus obras quedaron sin título. Sólo se conocen algunos títulos de algunas de sus obras publicadas en las revistas mencionadas. Por desgracia, tampoco se conserva ninguno de sus bocetos. Por lo que se sabe, esto puede deberse a que se mudó cinco veces y a que la casa de Horta fue incautada por el ejército republicano durante la Guerra Civil.
En la revista "La Ilustracion Artistica" (1901, No. 1012) hay un artículo referente a sus pinturas que comienza con las palabras "el discreto pintor señor Pinós i Comes".  Esto da una idea de su personalidad.
Era un sofisticado hombre de cultura, un brillante pianista y concertista. Su prematura muerte a los 49 años le impidió dar a su carrera artística todo lo que cabría esperar de su talento. En consecuencia José Pinós no destaca como artista célebre, pero sin duda fue uno de los pintores más activos del modernismo catalán. El artista murió el 24 de diciembre de 1916 en Barcelona.

### Homenaje
El 9 de mayo de 1965, una nueva calle del barrio de Horta en Barcelona, lleva el nombre del pintor José Pinós. Es una calle corta, que se llena de flores de cerezo en primavera, una calle adecuada para él que vivió la época del japonismo.

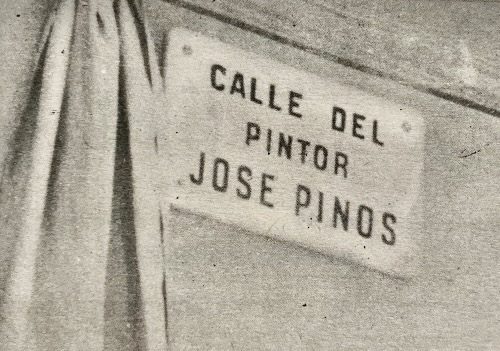

### Obras

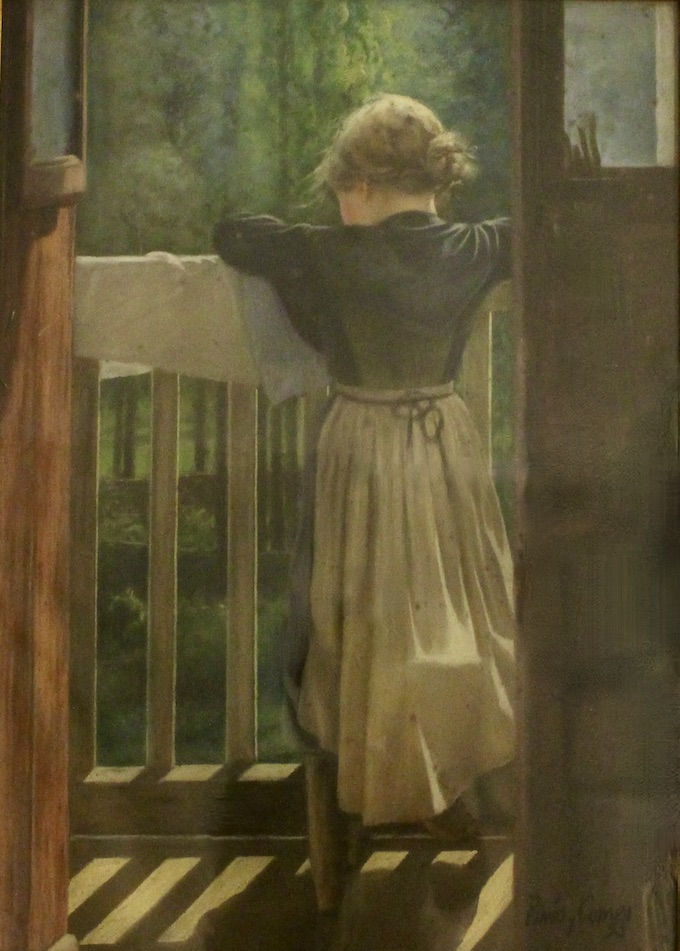
Pastl
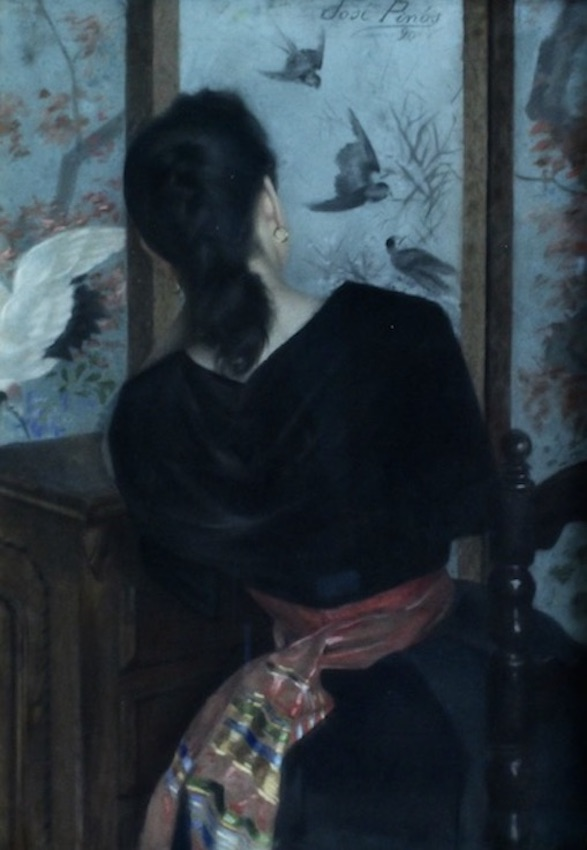
Pastel
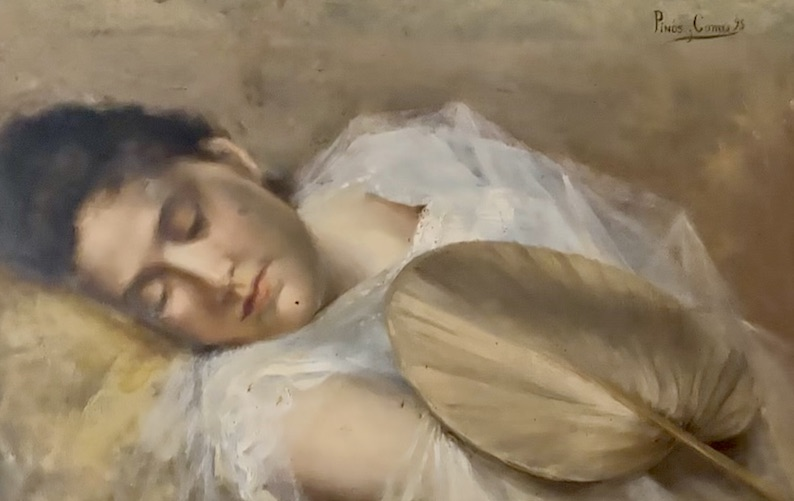
Siesta, Óleo
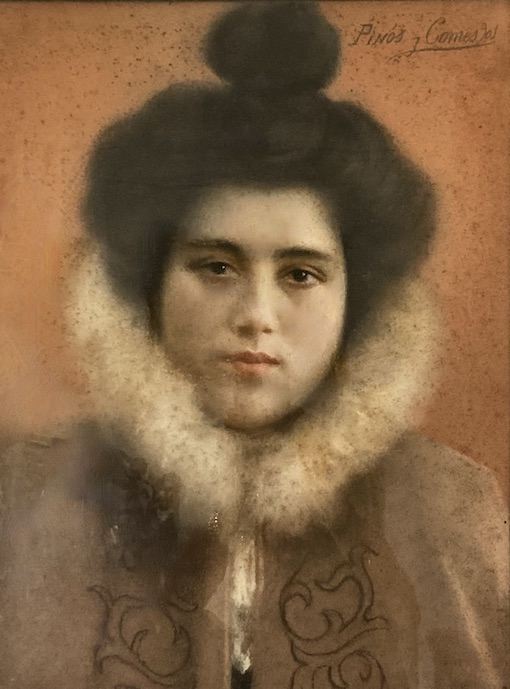
Pastel
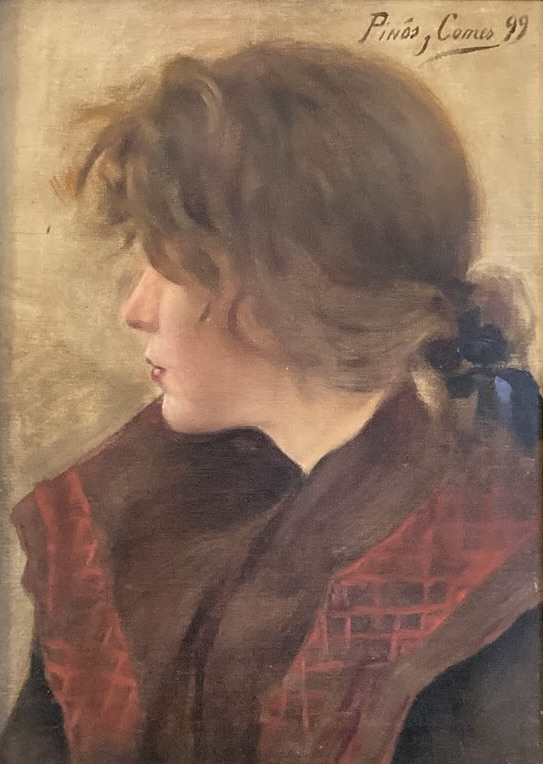
Estudio,Óleo
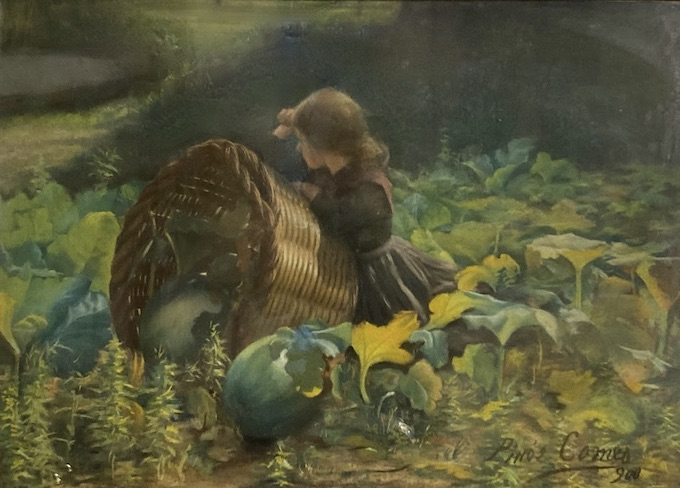
Pastel
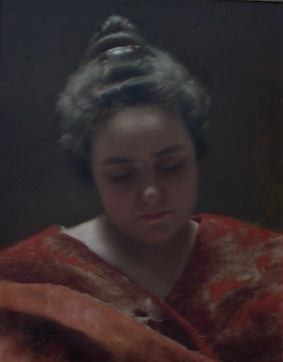
Óleo
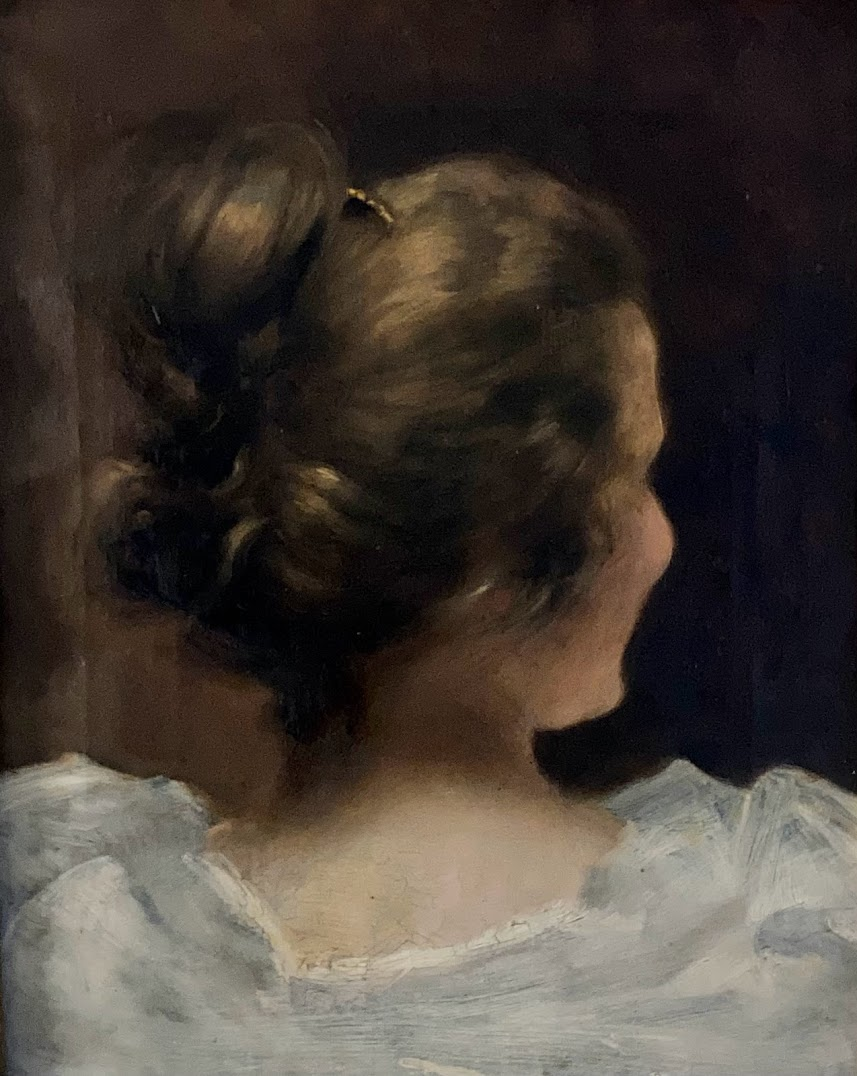
Óleo
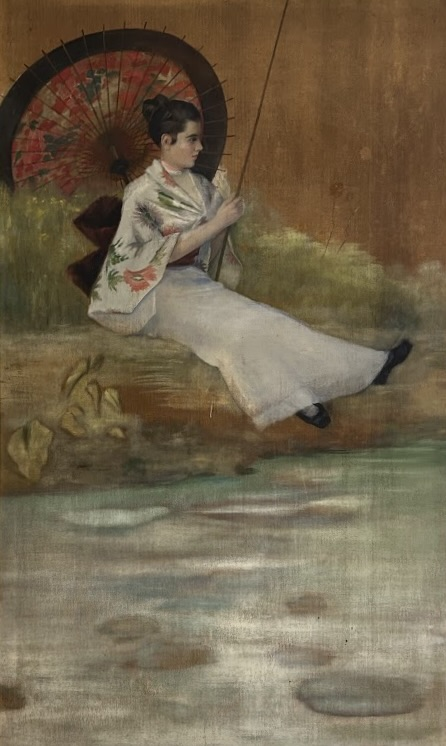
Óleo